# Przełęcz nad Olchowcem
Przełęcz nad Olchowcem (słow. Šarbovske sedlo) – przełęcz w paśmie granicznym Beskidu Niskiego, położona na wysokości 547 m n.p.m. pomiędzy szczytami Baraniego (754 m n.p.m.) a Zimnego Wierchu (702 m n.p.m.). Przez przełęcz przebiega granica polsko-słowacka.

## Szlaki turystyczne
- Ożenna – Przełęcz Mazgalica – Baranie - Przełęcz nad Olchowcem – Barwinek
- słowacki szlak graniczny